# Sbacchiïta
La sbacchiïta és un mineral de la classe dels halurs. Rep el nom en honor de Massimo Sbacchi (n. 1958), biòleg i col·leccionista de minerals, pel seu llarg estudi dels minerals fumaròlics.

## Característiques
La sbacchiïta és un halur de fórmula química Ca₂AlF₇. Va ser aprovada com a espècie vàlida per l'Associació Mineralògica Internacional l'any 2018, sent publicada per primera vegada el 2019. Cristal·litza en el sistema ortoròmbic. Es troba químicament relacionada amb la carlhintzeïta.
L'exemplar que va servir per a determinar l'espècie, el que es coneix com a material tipus, es troba conservat al departament de química de la Universitat de Milà, amb el número d'exemplar: 2017-01.

## Formació i jaciments
Va ser descoberta en una fumarola fòssil de l'erupció de 1944, concretament a la fumarola B5, al complex volcànic Somma-Vesuvi, a Nàpols (Campània, Itàlia). Posteriorment també ha estat descrita en altres fumaroles del mateix Vesuvi, sent aquest complex volcànic l'únic indret de tot el planeta on ha estat descrita aquesta espècie mineral.